# Rolette County
Rolette County ist ein County im Bundesstaat North Dakota der Vereinigten Staaten. Der Verwaltungssitz (County Seat) ist Rolla.

## Geographie
Das County liegt im Norden von North Dakota, grenzt an Kanada und hat eine Fläche von 2433 Quadratkilometern, wovon 96 Quadratkilometer Wasserfläche sind. Es grenzt in den Vereinigten Staaten im Uhrzeigersinn an folgende Countys: Towner County, Pierce County und Bottineau County.

## Geschichte
Rolette County wurde 1873 gebildet. Benannt wurde es nach Joseph Rolette, Jr., einem frühen politischen Führer in dieser Gegend.
Im County leben viele Ureinwohner, zumeist Angehörige der Turtle Mountain Band of Chippewa Indians in der Turtle Mountain Indian Reservation.

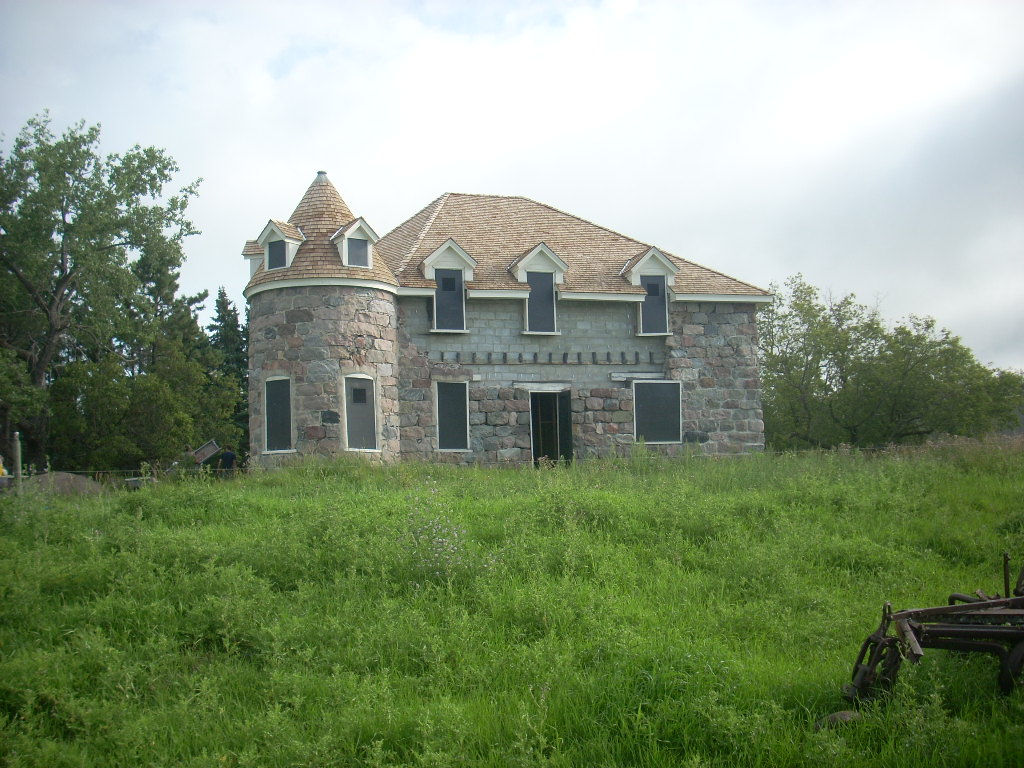
Das Coghlan Castle (2010) ist einer von drei Einträgen des Countys im National Register of Historic Places.

Drei Bauwerke des Countys sind insgesamt im National Register of Historic Places eingetragen (Stand 1. April 2018).

## Demografische Daten

Alterspyramide des Rolette County

Nach der Volkszählung im Jahr 2000 lebten im Rolette County 13.674 Menschen in 4.556 Haushalten und 3.366 Familien. Die Bevölkerungsdichte betrug 6 Einwohner pro Quadratkilometer. Ethnisch betrachtet setzte sich die Bevölkerung zusammen aus 25,12 Prozent Weißen, 0,07 Prozent Afroamerikanern, 73,01 Prozent amerikanischen Ureinwohnern, 0,07 Prozent Asiaten und 0,12 Prozent aus anderen ethnischen Gruppen; 1,61 Prozent stammten von zwei oder mehr Ethnien ab. 0,80 Prozent der Bevölkerung waren spanischer oder lateinamerikanischer Abstammung.
Von den 4.556 Haushalten hatten 43,8 Prozent Kinder und Jugendliche unter 18 Jahre, die bei ihnen lebten. 44,0 Prozent waren verheiratete, zusammenlebende Paare, 22,7 Prozent waren allein erziehende Mütter, 26,1 Prozent waren keine Familien, 22,6 Prozent waren Singlehaushalte und in 9,5 Prozent lebten Menschen im Alter von 65 Jahren oder darüber. Die Durchschnittshaushaltsgröße betrug 2,97 und die durchschnittliche Familiengröße lag bei 3,45 Personen.
Auf das gesamte County bezogen setzte sich die Bevölkerung zusammen aus 36,5 Prozent Einwohnern unter 18 Jahren, 9,5 Prozent zwischen 18 und 24 Jahren, 25,8 Prozent zwischen 25 und 44 Jahren, 18,5 Prozent zwischen 45 und 64 Jahren und 9,7 Prozent waren 65 Jahre alt oder darüber. Das Durchschnittsalter betrug 29 Jahre. Auf 100 weibliche Personen kamen 97,2 männliche Personen. Auf 100 Frauen im Alter von 18 Jahren oder darüber kamen statistisch 91,9 Männer.
Das jährliche Durchschnittseinkommen eines Haushalts betrug 26.232 USD, das Durchschnittseinkommen der Familien betrug 29.744 USD. Männer hatten ein Durchschnittseinkommen von 24.288 USD, Frauen 20.383 USD. Das Prokopfeinkommen betrug 10.873 USD. 28,0 Prozent der Familien und 31,0 Prozent Familien lebten unterhalb der Armutsgrenze. Davon waren 39,2 Prozent Kinder oder Jugendliche unter 18 Jahre und 19,6 Prozent waren Menschen über 65 Jahre.

## Religion
Katholische Kirchen des Bistums Fargo existieren in Belcourt, Dunseith, Rolette, Rolla und St. John. Zwei weitere Kirchen befinden abseits von Ortschaften in der Turtle Mountain Indian Reservation.